# سيغورد هيل
سيغورد هيل (بالنرويجية البوكمول: Sigurd Helle)‏ هو مستكشف نرويجي، ولد في 6 سبتمبر 1920، وتوفي في 21 أبريل 2013.